# Niederlößnitz (Lößnitz)
Niederlößnitz ist ein Ortsteil der Stadt Lößnitz in Sachsen. Das ehemalige Bauerndorf liegt im Tal des Lößnitzbaches an der Einmündung des Aubaches. Es besteht Verwechslungsgefahr mit Niederlößnitz (Radebeul).

## Geschichte
Niederlößnitz wird 1497 als Niderlesenitzs erstmals urkundlich erwähnt. Um 1600 gab es sechs „besessene Mann“. Ein Teil des Dorfs gehörte unter das Rittergut Alberoda. Anfang des 19. Jahrhunderts bestanden im Ort zwei Mahlmühlen, eine Tuchwalkmühle und eine Papiermühle, die aus einem Zain- und Waffenhammer hervorgegangen ist. Diese brannte 1808 ab und wurde nicht mehr aufgebaut. August Schumann nennt 1820 zudem ein fronfreies Gut, das zuvor ein herrschaftliches Jagdhaus gewesen sein soll. An der 1875 eröffneten Bahnstrecke Chemnitz–Adorf erhielt Niederlößnitz 1885 mit dem Haltepunkt Niederlößnitz einen Bahnanschluss. Die Station wurde 1898/99 zum Bahnhof ausgebaut und ab 1911 als Lößnitz unt Bf bezeichnet. Niederlößnitz wurde 1898 nach Lößnitz eingemeindet.